# Garcinia wollastonii
Garcinia wollastonii är en tvåhjärtbladig växtart som beskrevs av Henry Nicholas Ridley. Garcinia wollastonii ingår i släktet Garcinia och familjen Clusiaceae. Inga underarter finns listade i Catalogue of Life.